# Ratimir Kalmeta
Ratimir Kalmeta (Obrovac, 22. lipnja 1916. − Rijeka, 24. kolovoza 2005.), hrvatski zemljopisac, pedagog, izumitelj, publicist i jezikoslovac.

## Životopis

### Djetinjstvo i školovanje
Ratimir je Kalmeta rođen 22. lipnja 1916. godine u Obrovcu, mjestu u zadarskom zaleđu. Otac Petar bio je rodom iz Arbanasa kod Zadra (danas dijelom tog grada), a majka Katica (r. Knez) iz okolice Knina. S obzirom na to da mu je otac radio kao financijski inspektor diljem Jugoslavije, mladi je Ratimir pohađao škole u četiri različita grada. Pučko školovanje započeo je u Splitu, a gimnazijsko obrazovanje u Pljevljima. Godine 1928. otac mu umire u sarajevskoj bolnici pa se zajedno s obitelji seli kod strica u Šibenik i ondje nastavlja gimnaziju, a potom se zbog bratova upisa na studij ponovo sele u Zagreb gdje je maturirao 1941. godine. Vojni rok odslužio je dvije godine ranije u Boki.[kotorskoj?] Za vrijeme školovanja igrao je nogomet u amaterskom klubu „Jelačić” iz Trešnjevke, a u slobodno vrijeme također je svirao violinu i crtao karikature.
Tijekom Drugoga svjetskog rata zaposlio se je u Ministarstvu prometa što mu je omogućilo financiranje redovitoga studija na Filozofskom fakultetu Sveučilišta u Zagrebu gdje je slušao zemljopis (geografiju), narodoznanstvo s narodopisom (etnologiju s etnografijom), te hrvatsku povijest (historiografiju). Diplomirao je sve tri antropogeografske navedene discipline 9. ožujka 1946. godine, s time da je geografija već sljedeće akademske godine prebačena u program novoutemeljenog Prirodoslovno-matematičkog fakulteta (PMF).

### Profesorska karijera
Karijeru profesora Kalmeta započinje 1947. godine u gimnaziji u Novoj Gradiški, no koncem iste godine na poziv Josipa Roglića vraća se u Zagreb gdje radi kao asistent na Odjelu za geografiju PMF-a. Nakon tri godine odustaje od sveučilišne karijere i zapošljava se kao profesor na IX. zagrebačkoj gimnaziji, a potom 1951. godine prelazi na Višu pedagošku školu (danas Učiteljski fakultet) gdje predaje zemljopis punih deset godina. Godine 1961. temeljem javnog natječaja izabran je u nastavno zvanje višega predavača na novoutemeljenom Ekonomskom fakultetu u Rijeci gdje priprema doktorat na temu Rijeka – prometna funkcija. Obranio ga je 1965. godine u Beogradu, nakon čega radi u Rijeci kao izvanredni profesor za nastavne predmete ekonomske i turističke geografije. Dugo vremena bio je i vanjskim suradnikom riječkog Ekonomskog instituta, a obavljao je i dužnost savjetnika Ekonomskog fakulteta.

### Patenti
Svestranost Ratimira Kalmete očituje se i na primjeru dvaju izuma koje je pokušao patentirati u Beogradu. Radi se o dva pomagala za nastavu zemljopisa kojima se učenicima predočavaju rotacija Zemlje i Mjesečeve mijene. Zahjev za priznavanje autorstva predao je još 1957. godine, a dobio ih je tek četiri odnosno šest godina kasnije. S obzirom na to da je za punu registraciju zatražena taksa od prilično visokih 6000 dinara, Kalmeta je odustao od izdavanja konačne patentne isprave.

### Prisilno umirovljenje
Godine 1972. Ratimir Kalmeta prisilno je umirovljen u 56. godini života što se tumači represijom vlasti odnosno atmosferom koja je vladala nakon Hrvatskog proljeća. Njegovo domoljublje i privrženost hrvatskom identitetu očituju se od najranije mladosti kada je igrao za nacionalistički klub „Jelačić” do akademske karijere i kasne starosti u kojoj se zalagao za hrvatski jezik odnosno tradicionalno nazivlje. Do 1970. godine Kalmetino zalaganje za korištenje hrvatskih naziva nije bilo sporno, primjerice srpski urednici velikog „Geografskog atlasa” prihvatili su sve njegove korekture za latinično izdanje i izrazili su mu čast na naslovnici nazvavši ga „stručnim suradnikom i korektorom za hrvatsko jezično područje”. Međutim, nakon 1972. godine i njegovog umirovljenja, u izdanjima na kojima je surađivao primjetno je sasvim drugačije raspoloženje. Primjerice, iz dvosveščane dječje enciklopedije „Svijet oko nas” u izdanju iz 1974. godine izbačeni su svi članci koje je sastavio Kalmeta, i to na izravan zahtjev tadašnjega ministra za kulturu SR Hrvatske dr. Stipe Šuvara. Njega se također smatra odgovornim i za progon Kalmete sa Sveučilišta u Rijeci, a neposredno kasnije zbog opasnosti od režimskog uhićenja morao je nakratko boraviti i u inozemstvu.

### Jezikoslovno djelovanje
Umirovljeničke godine Kalmeta provodi u Rijeci gdje nastavlja sa znanstvenim istraživanjima, a bogato pedagoško iskustvo potaklo ga je da se posebno posveti jezikoslovlju odnosno tradicionalnom hrvatskom zemljopisnom nazivlju za koje se zalagao još tijekom postojanja SFR Jugoslavije. Ustrajno se borio protiv prihvaćanja srbizama u hrvatskome jeziku kao što su Evropa, padavine, kriva, ravan, pribrežni, ivični, gustina, erozioni, domaćinstvo, moreplovac, itd. Težio je i odgovarajućoj primjeni pojmova kao što su vrh i vrhunac, uzvisina i uzvišenje, tijek i tok, okolica i okoliš, gora i planina, slijev i porječje, kamen i stijena, tjesnac i morski prolaz, krš i kras, razvodnica i razvođe, itd. Kalmeta se također zalagao da se zemljopis i geografija koriste kao sinonimi ne samo za opće opisivanje Zemlje već i za znanstvenu disciplinu, te da se riječ zemljopis koristi kada je god to moguće
Kalmeta je navedenu tematiku obrazlagao u brojnim stručnim i drugim časopisima kao što su Geografski glasnik, Priroda, Turizam, Ekološki glasnik, Dubrovački horizonti, Hrvatski planinar, Nauta, Jezik, Hrvatska revija, Dometi, Novi list, Šumarski list, Politički zatvorenik, Tomislav, Školske novine, Vjesnik, Liječničke novine, Glasnik HDZ-a, Hrvatski književni list, Hrvatsko sveučilište, Kritika, Hrvatsko slovo, Krčki zbornik, Zemlja i ljudi, Moja Hrvatska, itd. Velikim zalaganjem njegove supruge Vere postumno su izdane i dvije njegove zbirke Zemljopisne rasprave odnosno Zemljopisne i druge rasprave. Svestrani hrvatski zemljopisac preminuo je 24. kolovoza 2005. godine u Rijeci, a sahranjen je na zagrebačkom groblju Miroševcu.

## Obitelj
Ratimir Kalmeta oženio se 17. srpnja 1948. godine Dubrovčankom Verom Prvulović, profesoricom biologije i geografije. Imali su dvoje djece, Petra (r. 1949.) i Mirjanu (r. 1957.).

## Opus
Nepotpuni kronološki popis:
- Međunarodni geografski kongres u Lisabonu. Geografski glasnik 11-12: str. 227., Zagreb, 1950.
- Erupcija Etne, Geografski glasnik 11-12: str. 232., Zagreb, 1950.
- Veliki njemački gradovi. Geografski glasnik 11- 12: str. 232., Zagreb, 1950.
- Kanal Dunav - Crno more u Rumunjskoj. Geografski glasnik 11-12: str. 232., Zagreb, 1950.
- Vodeni sistem Ob - Aralo - Kaspijsko jezero, Geografski glasnik 11-12: str. 233., Zagreb, 1950.
- Katastrofalni učinak monsuna u Indiji. Geografski glasnik 11-12: str. 237. – 238., Zagreb, 1950.
- Američka ekspedicija na Antarktiku. Geografski glasnik 11-12: str. 240., Zagreb, 1950.
- Južna Amerika, Školska knjiga, 55 str., Zagreb, 1951.
- Opća geografija : za više razrede gimnazije, Školska knjiga, 308 str., Zagreb, 1955. (kasnija izdanja: 1956. (288 str.) i 1958. (252 str.), (udžbenik).
- Opća geografija, Viša upravna škola u Zagrebu, Zagreb, 1957. (skripta).
- Geografija Jugoslavije, Viša upravna Ikola u Zagrebu, Zagreb, 1957. (skripta).
- Geografski atlas, Zavod za kartografiju Geokarta, Beograd, 1960. (27 str.), 1961. (31 str.), 1963. (31 str.), 1966. (35 str.), 1966. (35 str.) i 1972. (35 str.).
- Svijet oko nas : enciklopedija za djecu i omladinu, Školska knjiga, Zagreb, 1960. i 1974. - R. Kalmeta je autor natuknica: Koralji (1. sv.: str. 221.), Prašume (2. sv.: str. 80. – 81.), Pustinje (2. sv.: str. 90.), Stepe i tundre (2. sv.: str. 152.), Vulkani (2. sv.: str. 210.), itd.
- Idejna skica materijalne baze i nacrt Nastavnoga programa za katedre geografije za pedagoške akademije u SR Hrvatskoj. Pedagoška akademija u Zagrebu i Školska knjiga, Zagreb, 1962.
- Obradba klimatskih elemenata i modikatora u svrhu ocjene mogućnosti razvoja zimskoga turizma u Gorskome kotaru. (elaborat Ekonomskoga instituta u Rijeci), Rijeka, 31. ožujka 1963.
- Privreda Islanda, Zemlja i ljudi. Zbornik Srpskoga geografskog društva 12: 86. – 93., Beograd, 1963.
- Rijeka kao tranzitna luka, Zemlja i ljudi. Zbornik Srpskoga geografskog društva, 13: 41. – 50., Beograd, 1963.
- Pregled privrede područja kotara Rijeke, Ekonomski institut – Rijeka, Rijeka, prosinac 1965.
- Poznajete li Jadran?, Vjesnik u srijedu, str. 1., Zagreb, 12. svibnja 1965.
- Ekonomsko-geografska osnova teritorija; Cestovne saobraćajnice riječkog kotara. Ekonomski institut – Rijeka, Rijeka, 1966.
- Kritički osvrt na udžbenik za osnovne Škole "Moja domovina" i na pomoćno sredstvo Moj prvi atlas (elaborat Sekretarijata za prosvjetu i kulturu SR Hrvatske), Rijeka, 1967.
- O stručno pogrešnom objašnjavanju pojmova "geografski elementi" i "geografski faktori" u srednjoškolskom programu (elaborat Sekretarijata za prosvjetu i kulturu SR Hrvatske), Rijeka, 1967.
- Upute o načinu izgovora nekih glasova u stranim zemljopisnim nazivima (elaborat Zavoda za kartografiju Geokarta u Beogradu), Rijeka, 1967.
- Mogućnost suradnje fakulteta i srednjih škola (elaborat Ekonomskoga fakulteta u Rijeci i Sveuilišta u Zagrebu), Rijeka, 1968.
- Uvod u ekonomsku geografiju, Ekonomski fakultet u Rijeci, 33 str., Rijeka, 1968. i drugo izdanje: 1971. (skripta).
- SR Hrvatska ima svoje Hrvatsko primorje. Hrvatski književni list 17: str. 11., Zagreb, 1969.
- Geografski položaj otoka Krka. Krčki zbornik 1: 19. – 58., Povijesno društvo otoka Krka, Krk, 1970.
- Kamo s Dalmacijom?, Vjesnik, str. 4., Zagreb, 13. rujna 1970.
- Kvarnerski kraj ili Hrvatsko primorje. Vjesnik, str. 12., Zagreb, 19. prosinca 1970.
- Nazivi Jadranska ili Primorska Hrvatska. Vjesnik, str. 8., Zagreb, 26. prosinca 1970.
- Ekonomska geografija SFR Jugoslavije, 257 str., Rijeka, 1971. (skripta Ekonomskoga fakulteta).
- Priručnik za studij na Ekonomskom fakultetu, Ekonomski fakultet – Rijeka, 80 str., Rijeka, 1971.
- O zemljopisnom nazivu za primorje SR Hrvatske. Zbornik Ekonomskog fakulteta u Rijeci, knj. 1: 101. – 108., Sveučilište u Zagrebu - Ekonomski fakultet Rijeka, 1971.
- Neke zamjedbe na nacrt djela: Regionalna geografija Hrvatske. Hrvatsko sveuilište sv. 1 / 12: str. 15., izd. Sveučilište u Zagrebu, 3. lipnja 1971.
- Što su Kvarnerski kraj i Hrvatsko primorje ?, Kritika 4 / 19: 696. – 705. Društvo književnika Hrvatske, Zagreb, srpanj – kolovoz 1971.
- O nazivu Hrvatsko primorje. Dometi 4 / 9: 126. – 127., Rijeka, rujan 1971.
- O stručnim nedostacima naziva na zemljovidu projekta "Gornji Jadran". Hrvatsko sveučilište 1 / 24: str. 7., izd. Sveučilište u Zagrebu, 27. listopada 1971.
- U većini udžbenika zemljopisa loše je objašnjen pojam turizma. Školske novine 24 / 41 (776.): str. 9., Zagreb, 11. prosinca 1973.
- Obrazovno značenje pravilnog pisanja zemljopisnih naziva, Školske novine 25 / 12 (789.): str. 12., Zagreb, 12. ožujka 1974.
- Izvorno pisanje zemljopisnih naziva ima i klasno-odgovornu vrijednost (nadnaslov: Kako pisati zemljopisna imena?). Školske novine 25 / 13. (790.): str. 12., Zagreb, 19. ožujka 1974.
- Pisanje zemljopisnih imena s politikog gledišta (nadnaslov: Kako pisati zemljopisna imena?), Školske novine, god. 25/14 (791.): str. 12., Zagreb, 26. ožujka 1974.
- Neznanstveno, Školske novine 26 / 5. (824.): str. 11., Zagreb, 28. siječnja 1975.
- Tradicionalna seoska kultura i turizam. Turizam 23 / l: str. 19. – 24., Zagreb, siječanj 1975.
- O našem "inozemnom i domaćem" turizmu. Turizam 23 / 4: str. 22. – 24., Zagreb, travanj 1975.
- Pojam morske obale. Turizam 23 / 5: str. 20. – 22., Zagreb, svibanj 1975.
- Je li Evropa kontinent?, Školske novine 26 / 31. (850.): str. 12., Zagreb, 7. listopada 1975.
- Obala i obalna crta. Školske novine 26 / 34. (853.): str. 10., Zagreb, 28. listopada 1975.
- Turizam nije grana privrede. Novi list, str. 10., Rijeka, 8. – 9. studenoga 1975.
- Zemljopisni nazivi u našem jeziku: riječje, riječni sustav, poriječje, morski sliv

ili slijev, razvođe ili razvodnica. Jezik 24 / 2: str. 50. – 53., Zagreb, prosinac 1976.
- Zloporaba naziva fjord. Jezik 24 / 2: str. 53. – 54., Zagreb, prosinac 1976.
- Olimpijada u Montrealu. Jezik 24 / 2: str. 54. – 55., Zagreb, prosinac 1976.
- Društvena okolina i zagrebačka okolica. Vjesnik, 9. prosinca 1976.
- Popularno-znanstvena sinteza o Grčkoj, Školske novine 29 / 18-19: str. 22., Zagreb, 25. travnja 1978.
- Imenica okolina, okolica i okoliš u zemljopisnom znanstvenom jeziku. Jezik, 26 / 2: str. 48. – 53., Zagreb, prosinac 1978.
- Zdravstveni turizam i turizmologija, Liječnike novine, Zagreb, 8/30: str. 21., lipanj 1978. (1.); 8/31: str. 16., rujan 1978. (2.); 8/32: str. 10., prosinac 1978. (3.); 9/34: str. 10., travanj 1979. (4.) i 9/35: str. 16., lipanj 1979. (5.).
- Elzas - Elzašanin, Elsas - Elsašanin, Alzas - Alzašanin, ili Alsace - Alsašanin. Jezik 27 / 1: str. 22. – 23., Zagreb, listopad 1979.
- Filter 160 i prijedlog. Jezik 27 / 2-3: str. 91., Zagreb, prosinac 1979.- veljača 1980.
- O nazivima za oblike razvedenosti naše obale. Priroda 68/5-6: str. 172. – 174., Zagreb, siječanj - veljača 1980.
- Orografska i hidrografska obilježja Karlovca i okolice. Priroda 68/9-10: str. 289. – 290., Zagreb, svibanj – lipanj 1980.
- Titulomanija. Novi list 1. listopada 1980.
- Pirineji ili Pireneji?, Jezik 28 / 2: str. 62. – 63., Zagreb, prosinac 1980.
- Dogovarati (ne)što ili dogovarati se o (ne)čem? Jezik 2/28: str. 63. – 64., Zagreb, prosinac 1980.
- Škriljci, škriljevci ili škriljavci. Jezik 28/3: str. 94., Zagreb, veljača 1981.
- O nazivu planet(a). Jezik 28 / 3: str. 94 – 95., Zagreb, veljača 1981.
- O nazivlju za oblike razvedenosti naše morske obale, Jezik 28/5: str. 156. – 158., Zagreb, lipanj 1981.
- O nazivima turist, turizam i turizmologija. Jezik 29/2: str. 48. – 52., Zagreb, prosinac 1981.
- Pješčenik, pješčar, pješćar, pješćenjak ili pješćenjak? Jezik 29/2: str. 62. – 63., Zagreb, prosinac 1981.
- Kretanje ili gibanje Zemlje i Sunca? Jezik 29/4: str. 128., Zagreb, travanj 1982.
- O moreplovcu i pomorcu, Jezik 29 / 5: str. 155. – 157., Zagreb, lipanj 1982.
- Znanstveni nazivi za 21. ožujka i 23. rujna. Jezik 30/1: str. 8. – 11., Zagreb, listopad 1982. (dopuna: 31/1: str. 32.).
- Nazivi brdo i brijeg u hipsometrijskom sustavu nazivlja za uzvisine. Jezik 31/1: str. 14. – 18., Zagreb, listopad 1983.
- 1. kolosjek do 5. kolosjek. Jezik 31 / 3: 94. – 95., Zagreb, veljača 1984.
- Znanstveni nazivi za 22. lipnja i 22. prosinca. Jezik 31/5: 141. – 144., Zagreb, lipanj 1984.
- O imenima na našim zemljovidima. Jezik 32/3: 88. – 89., Zagreb, veljača 1985.
- Nazivi krš i kras u hrvatskoj znanosti. Šumarski list 109/9-10: 411. – 418., Zagreb, 1985.
- O nekim jezičnim nedostacima Zakona o šumama SR Hrvatske. Šumarski list 109/11-12: 573. – 578., Zagreb, 1985.[11]
- Nazivi prevlaka (istam) i morski tjesnac nisu istoznačni. Jezik 33/4: 122. – 123., Zagreb, travanj 1986.
- O zemljopisnim nazivima gora i planina. Priroda 79/7: 27. – 29., Zagreb, veljača 1990.
- Nazivi vrh i vrhunac u zemljopisnom jeziku, Priroda 80/1: 37. – 38., Zagreb, 1990.
- Zagaditi okolinu ili onečistiti okoliš. Ekološki glasnik 1/5-6: str. 45. – 47., Donja Lomnica, 1990.
- Toponimija i politika. Glasnik Hrvatske demokratske zajednice 12: str. 63., Zagreb, 11. lipnja 1990.
- Zemljopisni rječnik. Glasnik Hrvatske demokratske zajednice, Zagreb, 17: str. 16. – 27., 24. kolovoza 1990. (1.); sv. 19.: str. 31., 7. rujna 1990. (2.); sv. 20.: str. 28. – 29., 14. rujna 1990. (3.); sv. 21.: str. 22. – 23., 21. rujna 1990. (4.); sv. 22.: str. 45. – 46., 28. rujna 1990. (5.); sv. 23.: str. 45. – 46., 5. listopada 1990. (6.) i sv. 24.: str. 43. – 44., 12. listopada 1990. (7.), dopuna: sv. 26.: str. 42.
- Turistički zemljovidi s nepodpunom "osobnom kartom". Glasnik Hrvatske demokratske zajednice, 21: str. 23., Zagreb, 21. rujna 1990.
- O nazivima kras i krš. Priroda 80 / 4-5: 46 - 47, Zagreb, prosinac 1990.
- Hoćemo li popisivati domaćinstva ili kućanstva. Glasnik Hrvatske demokratske zajednice 38: str. 31., Zagreb, 18. siječnja 1991.
- Okolina, okolica i okoliš. Novi list, str. 8., Rijeka, 20. siječnja 1991.
- Popis domaćinstava ili kućanstava. Glasnik Hrvatske demokratske zajednice 45: str. 38, Zagreb, 8. ožujka 1991.
- Naziv sliv u Zakonu o vodama. Glasnik Hrvatske demokratske zajednice 46: str. 29, Zagreb, 15. ožujka 1991.
- HSK Jelačić - SK Zrinski (Sisak) 6 : l. Glasnik Hrvatske demokratske zajednice 48: 3-4, Zagreb, 29. ožujka 1991.
- Sociološko-politički rječnički sadržaj u Vrančićevu Dikcionaru. Glasnik Hrvatske demokratske zajednice 51: 34-35, Zagreb, 19. travnja 1991.
- Koji je jezik u Hrvatskoj?, Glasnik Hrvatske demokratske zajednice 56: str. 37., Zagreb, 24. svibnja 1991.
- Hrvatske ("dalmatinske") riječi iz pomorstva u Vrančićevu Dikcionaru. Dubrovački horizonti 22/31: 53-57, Zagreb, 1991.
- Kako posrbiti hrvatski jezik?. Glasnik Hrvatske demokratske zajednice, Zagreb: sv. 97: 38-39, 16. ožujka 1992. (1.) i sv. 98: str. 39., 23. ožujka 1992. (2.).
- Rasizam u Srbiji. Glasnik Hrvatske demokratske zajednice 102: 36-37, Zagreb, 20. travnja 1992.
- Što čeka Hrvatska pošta? Glasnik Hrvatske demokratske zajednice 108: 38-39, Zagreb, 1. lipnja 1992.
- Realistička norma. Glasnik Hrvatske demokratske zajednice 119: str. 2., 17. kolovoza 1992.
- Zemljopisne (prirodne) značajke. Moja Hrvatska: zemljom kroz prostor i vrijeme, str. 111-119, DMD, Zagreb, 1992. i dopunjeno (prerađeno izdanje 1993., str. 104-112. (Geographic and natural characteristics, in: My Croatia: the land and its history) - 1994, englesko izdanje.
- Ustavno je prigovarati jeziku Ustava. Glasnik Hrvatske demokratske zajednice, Zagreb: sv. 112: 42-43., 29. lipnja 1992. (1.) i sv. 113: str. 38., 6. srpnja 1992. (2.).
- Igre u duhu jugoslavenstva. Glasnik Hrvatske demokratske zajednice 114: 42-43, Zagreb, 13. srpnja 1992.
- Rječnik za (ne)obrazovane. Glasnik Hrvatske demokratske zajednice 116: str. 41, Zagreb, 27. srpnja 1992.
- Hrvatski vani još zovu - srpskohrvatski. Glasnik HDZ 121: str. 2, Zagreb, 31. kolovoza 1992.
- "Moja Hrvatska" ne dezinformira. Vjesnik, str. 2., Zagreb, 10. veljače 1993.
- Da li je Republika Hrvatska - "balkanska država"?. Hrvatska revija 43/2-3: 256-264, Matica hrvatska, Zagreb 1993.
- Plod zabluda (nadnaslov: Je li Hrvatska "balkanska država"?, - 1.). Vjesnik, str. 37, Zagreb, 23. ožujka 1993.
- Zauvijek napušteni (nadnaslov: Je li Hrvatska "balkanska država" ?, - 2)., Vjesnik, str. 37., Zagreb, 24. ožujka 1993.
- Za Hrvate veliko zlo (nadnaslov: Je li Hrvatska "balkanska država ?, - 3.), Vjesnik, str. 37., Zagreb, 25. ožujka 1993.
- Balkanomani (nadnaslov: Je li Hrvatska "balkanska drava" ?, - 4.), Vjesnik, str. 45., Zagreb, 26. oujka 1993.
- Je li Hrvatska "balkanska država"?  Glasnik Hrvatske demokratske zajednice, Zagreb: sv. 149: 42-43, 10. prosinca 1993. (1.); sv. 150: 42-43, 22. prosinca 1993. (2.) i sv. 151: 44-45, 14. siječnja 1994. (3.).
- Zemljopisne riječi u Brodnjaka. Glasnik Hrvatske demokratske zajednice, Zagreb: sv. 153: 46-47, 11. veljače 1994. (1.) i sv. 154: 46-47, 25. veljače 1994. (2.).
- Oko primorja i Hrvatskog primorja (nadnaslov: Zemljopisno nazivlje 1.). Glasnik Hrvatske demokratske zajednice 158., str. 48., Zagreb, 22. travnja 1994.
- Hrvatska znanost i regionim Hrvatsko primorje (nadnaslov: Zemljopisno nazivlje 2.). Glasnik Hrvatske demokratske zajednice 159: str. 48., Zagreb, 6. svibnja 1994.
- Toponomastički, zemljopisno i povijesno Hrvatsko primorje (nadnaslov: Zemljopisno nazivlje 3.). Glasnik Hrvatske demokratske zajednice 160: str. 48., Zagreb, 20. svibnja 1994.
- Klaićeve misli u Washingtonskom sporazumu. Glasnik Hrvatske demokratske zajednice, sv. 164-165: str. 31. – 38., Zagreb, 15. srpnja 1994.
- Disidenti u "mrkoj stranci". Vjesnik, str. 16., Zagreb, 13. rujna 1994.
- Zašto srpski naziv "mrki medvjed" na hrvatskoj kuni? Glasnik Hrvatske demokratske zajednice l71: 32. – 34., Zagreb, 27. listopada 1994.
- O Babićevu "mrkom" jezikoslovlju. Glasnik Hrvatske demokratske zajednice 173: str. 44, Zagreb, 25. studenoga 1994.
- Grozni - simbol borbe Čečena za slobodu. Glasnik Hrvatske demokratske zajednice 178:  44-45, Zagreb, 3. veljače 1995.
- Kako je zemljopisno određena republika Hrvatska?. Glasnik Hrvatske demokratske zajednice 179: 44-46, Zagreb, 17. veljae 1995.
- Životni standard pučanstva u Ekvadoru i Peruu. Glasnikp Hrvatske demokratske zajednice 180: 40-41, Zagreb, 4. ožujka 1995.
- Krivopis vlastitih imena u "Hrvatskome pravopisu". Tomislav 4/46: 24-25, Zagreb, listopad 1995.
- Hrvatsko primorje - od Dragonje do Boke. Nauta 2 / 11: 82-83, Rijeka, siječanj 1996.
- Hrvatska nije "balkanska država". Nauta 2 / 12: 80-81, Rijeka, veljača 1996.
- O zaljevu fjordu. Nauta 2 / 16: 52 - 55 i 91, Rijeka, srpanj 1996.
- Mjesečeve mijene (faze). Ekološki glasnik 5/1: 37 - 41, Donja Lomnica, rujan 1996.
- Polarni dan i noć. Nauta 2 / 18: 68 - 70, Rijeka, listopad 1996.
- O fjordu kao posebnoj vrsti zaljeva. Ekološki glasnik 5/2: 57-65, Donja Lomnica, listopad 1996.
- Je li Republika Hrvatska - "balkanska država"...? Ekološki glasnik 5/4: 59-62, Donja Lomnica, prosinac 1996.
- Planeti, planetoidi, sateliti i militarizacija svemira. Ekološki glasnik 5/5: 45-54, Donja Lomnica, siječanj 1997.
- Čovjek prkosi vulkanskim erupcijama. Ekološki glasnik 5/7: 51-55, Donja Lomnica, ožujak 1997.
- Nazivi za pojmove vezane uz rijeku od izvora do ušća (nadnaslov: Iz riznice hrvatskih zemljopisnih naziva). Ekološki glasnik 5/7: 57-58, Donja Lomnica, ožujak 1997.
- Sargaško more. Ekološki glasnik 5/9: 51 - 53, Donja Lomnica, svibanj 1997.
- O uporabi naziva kamen i stijena. Ekološki glasnik 5/10: 29-31, Donja Lomnica, lipanj 1997.
- Spojni morski kanali. Ekološki glasnik 6/4: 55 - 58, Donja Lomnica, prosinac 1997.
- Arktik - područje burne budućnosti. Ekološki glasnik 6/6., str 37-44, Donja Lomnica, veljača 1998.
- Brdo, brijeg, gora, planina: o suvremenoj morfološko-hipsometrijskoj ljestvici naziva za uzvisine i prijedlog za njihovu promjenu. Hrvatski planinar 90/11-12: 330-332, Zagreb, studeni-prosinac 1998.
- O uporabi zemljopisnih naziva. Hrvatsko slovo, str. 12., Zagreb, 3. srpnja 1998.
- Zemljopisni nazivi u Vrančićevu Dikcionaru i suvremenoj znanosti. Hrvatsko slovo, str. 30., Zagreb, 28. kolovoza 1998.
- Brdo, brijeg, gora, planina. Ekološki glasnik 7/3: 37-40, Donja Lomnica, ožujak 1999.
- Spojni morski kanali. Ekološki glasnik 7/5: 24 - 28, Donja Lomnica, kolovoz 1999.
- Balkan i balkanomani. Politički zatvorenik 9 / 90: 56 - 57, Zagreb, rujan 1999.
- O nazivima geološka građa i geološki sastav. Ekološki glasnik 7/6: 24-28, Donja Lomnica, rujan 1999.
- Dva besmislena smisla u nazivima "krš u užem smislu" i "krš u širem smislu". Ekološki glasnik 7/8-9: 48-53, Donja Lomnica, studeni-prosinac 1999.
- Hrvatska je država Srednje Europe i Sredozemlja, ali istodobno podunavska i panonska zemlja  Arhivirana inačica izvorne stranice od 20. svibnja 2009. (Wayback Machine), Vjesnik - Pismo dr Ratimira Kalmete, str. 13., Zagreb, 10. siječnja 2000.
- Dr. Tihomir Marjanac u ulozi recenzenta i lektora. Ekološki glasnik 8/4: 27-31, Donja Lomnica, travanj 2000.
- Je li cilj alpinista uspon na vrh planine ili na njezin vrhunac. Ekološki glasnik 8/6: 19-21, Donja Lomnica, lipanj 2000.
- O fjordu kao posebnoj prirodnoj pojavi uz Dan planeta Zemlje. Ekološki glasnik 10/4-5: 25-29, Donja Lomnica, travanj-svibanj 2002.
- Zemljopisne rasprave, Ekološki glasnik, d.o.o., Zagreb, 2008., 312 str.
- Zemljopisne i druge rasprave, Ekološki glasnik, d.o.o., Zagreb, 2009., 342 str.